# Bernd Rosemeyer
Bernd Rosemeyer (Lingen, Alemania; 14 de octubre de 1909-autopista Fráncfort-Darmstadt, Alemania; 28 de enero de 1938) fue un piloto de automovilismo de velocidad alemán. Como piloto oficial del fabricante alemán Auto Union, obtuvo varias victorias en los Grandes Premios de mediados de la década de 1930 y fue Campeón Europeo de Pilotos en 1936. Además, era miembro de la SS.

## Biografía
Rosemeyer comenzó su carrera como deportista dentro del motociclismo, con marcas como BMW y NSU alcanzando importantes victorias. En 1935, el fabricante DKW (futura Auto Union y posteriormente Audi) le ofreció participar en carreras de Gran Premio.
Debutó en el Gran Premio de Alemania de 1935 en el circuito de AVUS. Un reventón de neumático le dejó fuera de carrera. Luego disputó el Gran Premio de Eifel, en Nürburgring. Compitiendo contra tres Mercedes: Bernd logró alcanzar y superar al líder Caracciola obteniendo más de 9 segundos de ventaja sobre Caracciola en menos de dos vueltas, sin embargo el motor de su Auto Unión perdió potencia y fue superado por Caracciola, pero Bernd pudo obtener el segundo lugar. Dos meses después, fue protagonista de hecho durante la Coppa Acerbo. Durante la carrera y por causa de un inesperado bloqueo de un freno, su coche se salió de la carretera, saltó una zanja y pasó por entre el pretil de un puente y un parapeto. Habiendo salido ileso, reemprendió la carrera  y consiguió clasificarse segundo detrás de Varzi. Al final de la carrera y metro en mano, Ferdinand Porsche en persona comprobó que por solamente 2 cm había sido posible hacer pasar el coche entre el pretil y el parapeto. Esta historia fue publicada en periódicos Italianos y Alemanes. Su primera victoria fue el 29 septiembre de se mismo año en el Gran Premio de Checoslovaquia, en el circuito de Brno-Masaryk. Obtuvo un total de 10 victorias en Grandes Premios y fue muy popular entre los aficionados al deporte de la época. Fue Campeón Europeo en 1936, ese mismo año ganó la Copa Vanderbilt en Estados Unidos.

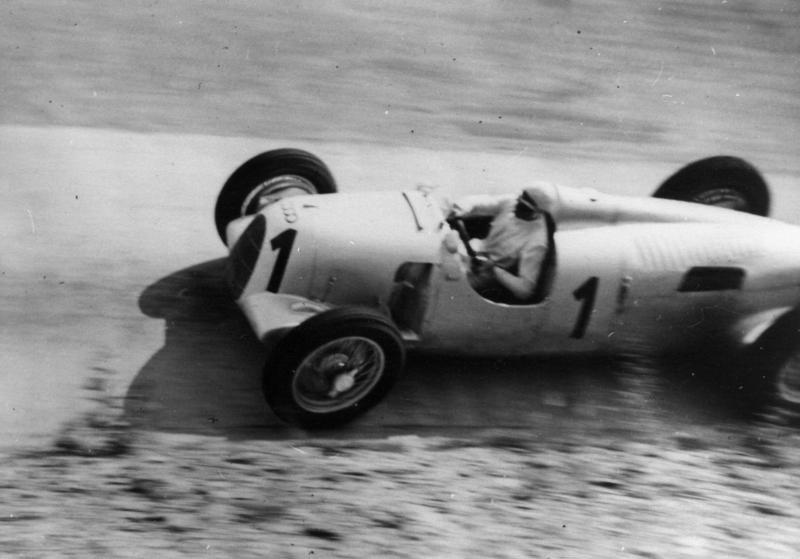
Rosemeyer en su Tipo C en 1937.

Por provenir del motociclismo y no haber corrido profesionalmente en vehículos de motor delantero, Rosemeyer se adaptó fácilmente a los Auto Unión de motor central (pioneros en el automovilismo).
Mantuvo una amistad con sus rivales deportivos Tazio Nuvolari (quien posteriormente sería campeón con la Auto Union) y Rudolf Caracciola.
A comienzos de 1938, la Mercedes Benz intentó recuperar el récord mundial de velocidad máxima que había perdido ante la Auto Union. La prueba se realizó en la autopista Fráncfort/Darmstadt, en Alemania. Los pilotos de Mercedes-Benz Manfred von Brauchitsch y Caracciola, liderados por el director de la escudería, Alfred Neubauer, lo intentaron primero, logrando la marca de 438 km/h. Posteriormente lo hizo Rosemayer en su Auto Union, quien luego de su tercer intento fue alcanzado por una ráfaga de viento que desvió el vehículo, sacándole del mismo y generando un choque causando su muerte. Se dice que el coche llegó a alcanzar los 479 km/h.
Bernd tenía el rango de Hauptsturmführer en la Schutzstaffel y era esposo de la aviadora Elly Beinhorn.

## Principales victorias

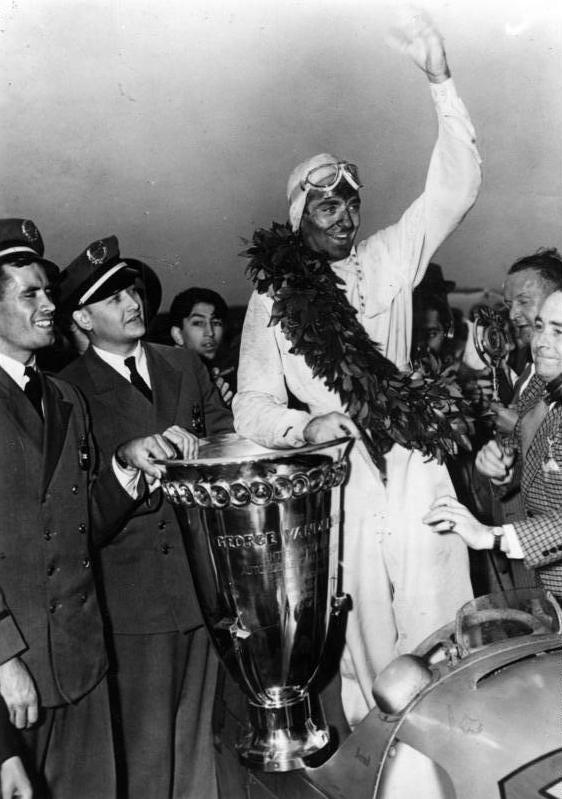
Rosemeyer tras ganar la Copa Vanderbilt 1937.

| Año     | Competencia                   | Constructor |
| ------- | ----------------------------- | ----------- |
| 1935    | Gran Premio de Checoslovaquia | Auto Union  |
| 1936    | Eifelrennen                   | Auto Union  |
| 1936    | Coppa Acerbo                  | Auto Union  |
| 1936    | Gran Premio de Alemania       | Auto Union  |
| 1936    | Gran Premio de Italia         | Auto Union  |
| 1936    | Gran Premio de Suiza          | Auto Union  |
| 1937    | Eifelrennen                   | Auto Union  |
| 1937    | Gran Premio de Donington      | Auto Union  |
| 1937    | Coppa Acerbo                  | Auto Union  |
| 1937    | Copa Vanderbilt               | Auto Union  |
| Fuente: |                               |             |

## Resultados

### Campeonato Europeo de Pilotos
(Clave) (negrita indica pole position) (cursiva indica vuelta rápida)
| Año     | Escudería  | 1       | 2     | 3       | 4       | 5     | Pos. | Puntos |
| ------- | ---------- | ------- | ----- | ------- | ------- | ----- | ---- | ------ |
| 1935    | Auto Union | BEL     | GER 4 | SUI 3   | ITA Ret | ESP 5 | 5.º  | 25     |
| 1936    | Auto Union | MON Ret | GER 1 | SUI 1   | ITA 1   |       | 1.º  | 10     |
| 1937    | Auto Union | BEL     | GER 3 | MON Ret | SUI Ret | ITA 3 | 7.º  | 28     |
| Fuente: |            |         |       |         |         |       |      |        |